# Pedro Werlang
Pedro Werlang (Colônia São Leopoldo,  29 de fevereiro de 1836 — Linha Santa Cruz, 21 de julho de 1921) foi um militar brasileiro.

## Biografia

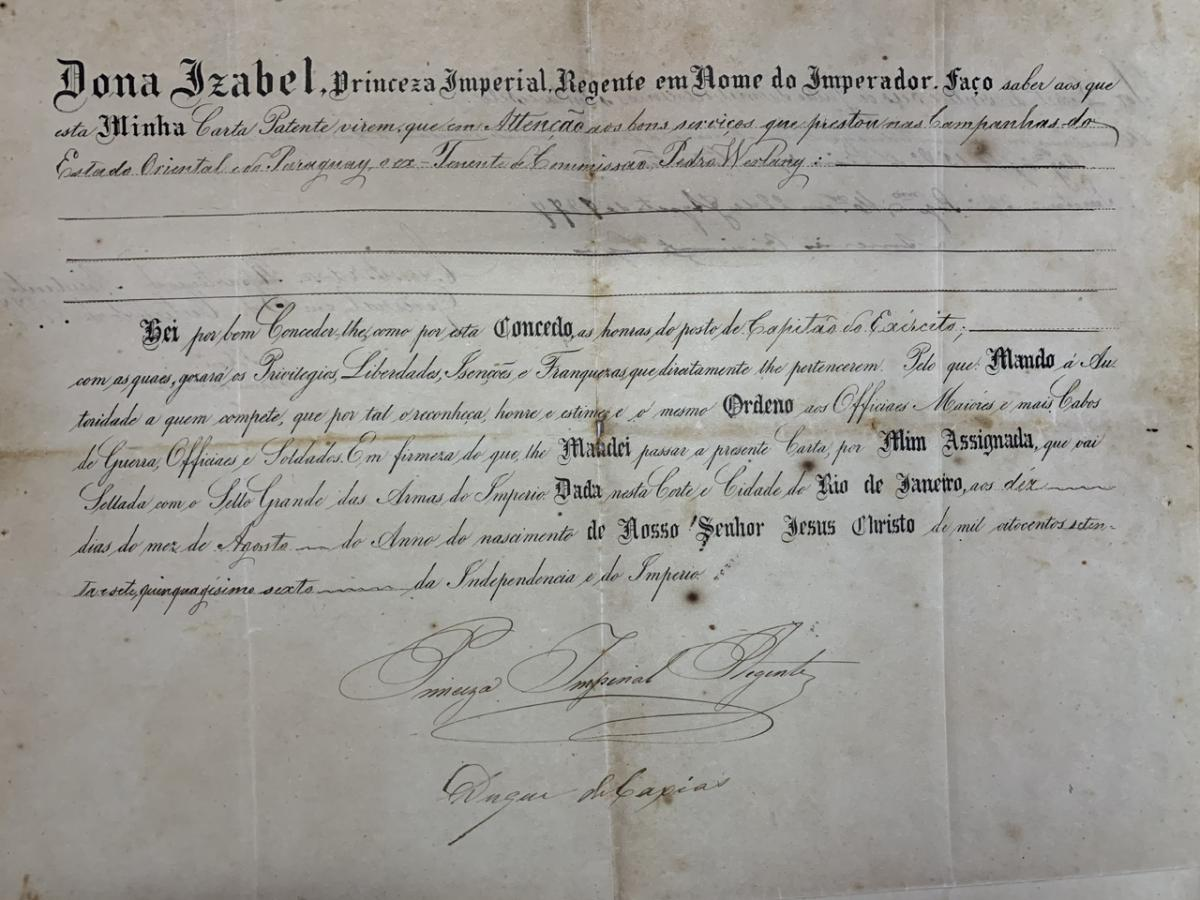
Documento em que Isabel, que na ocasião governava o Brasil, concede o posto de capitão a Werlang em 10 de agosto de 1877.

Praça do Império do Brasil, quando do início da Guerra do Uruguai, tomou parte da batalha de Paysandú (1865), foi a campanha da Guerra do Paraguai já como Alferes — ao fim da qual foi condecorado por "bravura", tendo recebido a comenda da Imperial Ordem da Rosa.:167 Deixou escrito um diário da guerra. "Pedro Werlang" é nome de uma importante via do município de Santa Cruz do Sul.